# Amphiura divaricata
Amphiura divaricata är en ormstjärneart som beskrevs av Ljungman 1867. Amphiura divaricata ingår i släktet Amphiura och familjen trådormstjärnor. Inga underarter finns listade i Catalogue of Life.